# Bin Ishioka
Bin Ishioka (jap. 石岡 敏, Ishioka Bin; * 17. Januar 1984 in Kushiro, Hokkaidō) ist ein japanischer Eishockeyspieler, der seit 2014 bei China Dragon in der Asia League Ice Hockey unter Vertrag steht.

## Karriere
Bin Ishioka begann seine Karriere als Eishockeyspieler bei Shirakaba Gakuen in einer japanischen Juniorenliga. Anschließend spielte er in der Mannschaft der Meiji-Universität, für die er von 2002 bis 2005 aktiv war. In der Saison 2006/07 spielte der Flügelspieler für Tyringe SoSS in der Division 1, der dritten schwedischen Spielklasse. Von 2007 bis 2009 stand er für die Seibu Prince Rabbits in der Asia League Ice Hockey auf dem Eis, mit denen er in der Saison 2008/09 im Playoff-Finale an den Nippon Paper Cranes scheiterte. Nach der Auflösung der Rabbits unterschrieb der japanische Nationalspieler für die Saison 2009/10 einen Vertrag bei den neu gegründeten Tohoku Free Blades. Dort konnte er mit 14 Toren und 18 Vorlagen in 33 Spielen überzeugen. In der Saison 2010/11, welche aufgrund des Tōhoku-Erdbebens vorzeitig beendet wurde, gewann er mit seiner Mannschaft erstmals den Meistertitel der Asia League Ice Hockey. 2012 wechselte er zum koreanischen Ligakonkurrenten High1, wo er zwei Spielzeiten blieb. Anschließend ging er 2014 zum einzigen chinesischen Klub in der Asia League, dem China Dragon, für den er seither spielt.

### International
Für Japan nahm Ishioka im Juniorenbereich an der U18-Junioren-B-Weltmeisterschaft 2000 und den U18-Junioren-Weltmeisterschaften der Division 1 2001 und 2002 sowie der U20-Junioren-C-Weltmeisterschaft 2000, der U20-Junioren-Weltmeisterschaft der Division II 2002 und der U20-Junioren-Weltmeisterschaft der Division I 2003 teil. 
Im Seniorenbereich stand er im Aufgebot Japans bei den Weltmeisterschaften der Division I 2005 und 2010 sowie den Qualifikationsturnieren zu den Olympischen Winterspielen 2006 in Turin und 2010 in Vancouver. Zudem trat er für Japan bei den Winter-Asienspielen 2011 an, bei denen er mit seiner Mannschaft die Silbermedaille gewann. 

## Erfolge und Auszeichnungen
- 2009 Vizemeister der Asia League Ice Hockey mit den Seibu Prince Rabbits
- 2011 Asia League Ice Hockey-Meister mit den Tohoku Free Blades

### International
- 2002 Aufstieg in die Division I bei der U20-Junioren-Weltmeisterschaft der Division II
- 2011 Silbermedaille bei den Winter-Asienspielen

## Asia-League-Statistik
(Stand: Ende der Saison 2015/16)